# Joan Busquets i Cornet
Joan Busquets i Cornet   (Barcelona, 1845 - Barcelona, 1915) fou un empresari tapisser i decorador català.

## Biografia
Era fill de Sebastià Busquets i Minguell, teixidor de lli, i Francesca Cornet i Florensa, originaris de Guimerà, que es traslladaren a Tarragona a la dècada del 1830, on van crear un taller d'ebenisteria. Un dels fills, Josep Busquets va realitzar allà l'aprenentatge de l'ofici i el 1840 va obrir un taller propi a Barcelona. El 1878, després de la mort de Josep el 1875, el taller passà a denominar-se Busquets Germans, i el 1879 s'amplià la participació en el negoci amb l'entrada d'altres familiars.
Joan Busquets i Cornet, que ja hi havia exercit des dels inicis un paper destacat i el 1880 apareixia com a soci majoritari a les fonts comptables, amb un 47% del capital, succeí el seu germà Josep en la direcció de l'obrador barceloní d'ebenisteria, que assolí un prestigi elevat el darrer quart de segle. Com a fundador del Foment de les Arts Decoratives (FAD), n'exercí el càrrec de vicepresident entre el 1903 i el 1907. L'any 1888 passà a ser el cap de taller, amb el títol d'ebenista-tapisser, i l'empresa passà a denominar-se Casa Juan Busquets. Aquest mateix any, a l'Exposició Universal de Barcelona, Busquets guanyà una medalla d'or per la bona instal·lació i per distingir-se en els treballs de tapisseria. En el marc de l'anomenada «Febre d'or», el negoci va créixer, fent necessària l'ampliació del taller. El 1898 començà a aparèixer a la premsa la denominació Joan Busquets i Fill, fent referència al seu fill Joan Busquets i Jané, que es va formar a l'Escola de la Llotja de Barcelona com a ebenista i tècnic de disseny de mobiliari, i que acabaria fent-se càrrec del negoci.